# Teldau
Teldau är en kommun i Landkreis Ludwigslust-Parchim i förbundslandet Mecklenburg-Vorpommern i Tyskland. 
I kommunen finns Ortsteile Amholz, Bandekow, Grabenau, Groß Timkenberg, Gülze, Hinterhagen, Rietut, Schleusenow, Schwabendorf, Soltow, Sprengelshof, Teschenbrügge och Vorderhagen.
Kommunen ingår i kommunalförbundet Amt Boizenburg-Land tillsammans med kommunerna Bengerstorf, Besitz, Brahlstorf, Dersenow, Gresse, Greven, Neu Gülze, Nostorf, Schwanheide och Tessin bei Boizenburg.